# Sankt Georgen im Attergau
Sankt Georgen im Attergau és una localitat del districte de Vöcklabruck, a l'estat d'Alta Àustria, Àustria, amb una població estimada a principis de l'any 2018 de 4.375 habitants.
Està situada a l'est de l'estat, prop del llac Atter, de la frontera amb l'estat de Salzburg, al sud del riu Danubi i al sud-oest de la ciutat de Linz —la capital de l'estat.